# 藤原令子
藤原 令子（ふじわら れいこ、1994年8月16日 - ）は、日本の元女優。
岡山県倉敷市出身。FLaMmeに所属していた。

## 略歴
- 小学5年生の時、母親が応募した少女漫画誌「りぼん」の読者モデルに選ばれた。
- 2010年春、都内の高校に進学と同時に上京。
- 2010年12月、モバイルサイト内にてブログを開始。
- 2012年10月24日、初カレンダー発売。
- 2013年7月、アメーバブログにて公式ブログを開始。
- 2013年10月9日、ファースト写真集発売。
- 2013年10月19日、2014年カレンダー発売。
- 2013年11月20日、ファーストDVD&BD-R「time capsule」発売。
- 2017年6月、以前所属していたフラームから藤原の公式プロフィールが削除され、他事務所への移籍、休業、または引退したものかと思われているが、藤原本人ならびに事務所からの公式発表はない。その後の藤原の消息については不明のままである。

## 人物
- 趣味は音楽鑑賞[2]。特技は扇舞と、陸上[2]。

## 出演

### テレビドラマ
- 24時間テレビ33 スペシャルドラマ みぽりんのえくぼ（2010年8月28日、日本テレビ）
- プロポーズ兄弟〜生まれ順別 男が結婚する方法〜 第2夜（2011年2月22日、フジテレビ） - ミカ 役
- LADY〜最後の犯罪プロファイル〜 最終話（2011年3月25日、TBS） - 今泉詩織 役
- 高校生レストラン（2011年5月 - 7月、日本テレビ） - 高木小百合 役
- IS〜男でも女でもない性〜（2011年7月 - 9月、テレビ東京） - 長谷川マキ 役
- 罪と罰 A Falsified Romance 第1話・第3話（2012年4月 - 5月、WOWOWプライム） -
- 黒の女教師（2012年7月 - 9月、TBS） - 三島恭子 役
- お助け屋☆陣八 第3話（2013年1月24日、読売テレビ） - 小日向美紀 役
- 35歳の高校生（2013年4月 - 6月、日本テレビ） - 結城麻衣 役
- DOCTORS2〜最強の名医〜 （2013年7月 - 9月、テレビ朝日） - 松下萌 役
- MOZU Season1〜百舌の叫ぶ夜 第1話（2014年4月10日、TBS） - 瞳 役
- リアル脱出ゲームTV 第7話（2014年4月 - 6月、TBS）- ネットユーザー 役
- セーラーゾンビ（2014年4月 - 7月、テレビ東京） - 玲子 役
- 弱くても勝てます〜青志先生とへっぽこ高校球児の野望〜 第4話・第10話（2014年5月3日・6月14日、日本テレビ） - 飯室芽衣 役
- アリスの棘 第7話 - 最終話（2014年5月 - 6月、TBS） - 有馬鈴 役
- 金田一少年の事件簿N（neo） 第7話 （2014年9月6日、日本テレビ） - 社冬美 役
- デスノート（2015年7月 - 9月、日本テレビ） - 夜神粧裕 役
- 世にも奇妙な物語 25周年記念!秋の2週連続SP 傑作復活編「イマキヨさん」（2015年11月21日、フジテレビ） - 遠藤晴美 役

### 映画
- 今日、恋をはじめます（2012年、東宝） - 香奈 役
- ももいろそらを（2013年、太秦） - 黛薫 役
- 内村さまぁ〜ず　THE MOVIE　エンジェル（2015年、東宝映像事業部） - 夕子 役[3]
- 合葬（2015年、松竹メディア事業部）[3]
- シネマの天使（2015年、東京テアトル） - 主演・明日香 役[4]
- 走れ、絶望に追いつかれない速さで（2016年、Tokyo New Cinema）- 佐倉朋子 役

### 舞台
- トライフルエンターテインメントプロデュース「吐息雪色」（2012年12月19日 - 24日、中野ザ・ポケット） - 結城真奈 役

### 情報番組
- めざましテレビ（2011年4月 - 2012年3月、フジテレビ）- MOTTOいまドキ!
- 美の巨人たち - 牧野邦夫『未完成の塔』（2013年4月27日、テレビ東京）- 女子高生 役

### CM
- JDRazor「SLIM&POWER」
- 東京ガス「安全TODAY・引越し」篇（2014年2月 - ）
- 大東建託「みんなの想い」篇（2015年3月 - ）
- 日本コカ・コーラ ネームボトルキャンペーン「バイク」篇（2015年4月 - ）
- 日本マイクロソフト Windows 10 ワールドカップバレーボール2015 Special Movie「きっかけ」篇（2015年8月 - ）

### イベント
- “FLaMme Girls Party”VOL.1（2012年7月21日、東京・渋谷） - 同事務所に所属する、有村架純、小篠恵奈とともに、ファン交流イベントを開催。

### DVD
- 藤原令子ファーストDVD・Blu-ray「time capsule」（2013年11月20日、ポニーキャニオン）

## 出版

### 写真集
- 藤原令子1st写真集「Ray」（2013年10月9日、東京ニュース通信社）ISBN 978-4863363441

### カレンダー
- 藤原令子 2013カレンダー（2012年10月24日、トライエックス）
- 藤原令子 2014カレンダー（2013年10月19日、トライエックス）